# Зионг Маї II
Фам Зионг Маї II (д/н — 446) — 11-й дхармамагараджа Ліньї в 421—446 року. В китайських джерелах відомий як Фань Ян Май (Золотий принц Фань).

## Життєпис
Походив з Третьої династії. Власне ім'я його також невідоме, оскільки Фань є перекрученим китайським варіантом титулу пон (вождь, володар), а Зионг Маї є в'єтнамським варіантом. Посів трон 421 року після смерті батька або діда Зионг Маї I.
Продовжив бороть бу з династією Лю Сун за область Чіао Чоу (Зяотау). В цій боротьбі звернувся 431 року по допомогу до Індравармана I, магараджи Фунані, але отримав відмову. Після поразки від китайців у 433 році почав війну проти Фунані, захопивши область на півдні Пандуранга.
Водночас не відмовився відкомандирств Жінань іЦзяочжі, відправивши проти них морські флотилії, що грабували узбережжя й водночас паралізували торгівлю між Фунаню і Китаєм. В результаті вдалося захопити командирство Жінань.
436 року сунський імператор Лю Їлун відправив потужне військо проти Ліньї. Зионг Маї II злякався, погодившись повернути захоплені землі та пообіцяв платити данину в 10 тис. лянів золота і 100 тис. лянів срібла. Втім ймовірно лише використовував час, щоб зібрати військо. Надалі Зионг Маї II раптово атакував китайців, завдавши тим поразки, але зрештою в двох наступних битвах зазнав поразки. Ворог захопив й сплюндрував столицю Кандарапуру, вбивши усіх чоловіків віком від 15 років і захопивши величезну здобув, зокрема золоті статуї богів й правителів, які було переправлено на злитки загальною вагою 48 т.
За різними відомостями Зионг Маї II загинув, помер від розпачу або втік з родиною на південь.